# Apogon urostigma
Apogon urostigma är en fiskart som först beskrevs av Bleeker, 1874.  Apogon urostigma ingår i släktet Apogon och familjen Apogonidae. Inga underarter finns listade i Catalogue of Life.